# Thierville
 Thierville  là một xã thuộc tỉnh Eure trong vùng Normandie miền bắc nước Pháp.